# Bahrudin Atajić
Bahrudin Atajić (* 16. November 1993 in Västervik, Schweden) ist ein bosnisch-herzegowinisch-schwedischer Fußballspieler.

## Karriere

### Verein
Bahrudin Atajić begann seine Karriere in Schweden, beim Rekordmeister des Landes, Malmö FF. Im Januar 2010 wechselte er in die Jugend von Celtic Glasgow. Drei Jahre später gab Atajić sein Profidebüt für die Bhoys in der Scottish Premier League 2012/13 gegen Dundee United, als er für Giorgos Samaras eingewechselt wurde. Den ersten Treffer erzielte er in der folgenden Spielzeit 2013/14 im Celtic Park gegen den FC Motherwell. Im Januar 2014 wurde er an Shrewsbury Town in die englische Football League One verliehen. Nach seiner Rückkehr zu Celtic wurde der Vertrag aufgelöst.
Im Februar 2015 unterzeichnete er einen Vertrag bei Seinäjoen JK. Mit dem Verein wurde er am Ende des Jahres finnischer Meister. Ab 2016 spielte er in Litauen beim FK Žalgiris Vilnius. Bei seinem Debüt am 2. März 2016 (1. Spieltag) schoss er bei einem 2:0-Sieg über den FK Trakai einen Doppelpack und somit seine ersten beiden Tore in der A lyga. Die Saison beendete er mit acht Toren (u. a. ein Hattrick und zwei Doppelpacks) in 24 Einsätzen und wurde am Ende sowohl Meister, Pokalsieger als auch Supercup-Sieger. In der Folgesaison wurde er mit insgesamt elf Torbeteiligungen in 29 Spielen nur Supercup-Sieger.
Nach zwei Spielzeiten wechselte er im Januar 2018 nach Schweden zu Landskrona BoIS. In der zweithöchsten schwedischen Spielklasse debütierte er am 1. April 2018 (1. Spieltag) gegen die Falkenbergs FF nach Einwechslung in der Schlussviertelstunde. In der Saison 2018 kam er bis zum Sommer zu 14 Ligaeinsätzen für die BoIS.
Im Sommer desselben Jahres verließ er Schweden und wechselte zum bosnischen Erstligisten FK Mladost Doboj Kakanj. Er debütierte bei einem 1:1-Remis gegen den NK Celik Zenica in der Startelf für seinen neuen Arbeitgeber. Bei seinem dritten Einsatz (am 10. Spieltag) schoss er gegen Tabellenführer FK Željezničar Sarajevo (2:2) sein erstes Tor zur 1:0-Führung. Die Saison beendete Atajić mit 26 Einsätzen und fünf Toren. Die Folgesaison lief er 20 Mal auf und traf zweimal in der Liga. Nach der Saison wurde sein Vertrag in Bosnien aufgelöst und Atajić war vereinslos.
Nach einem halben Jahr nahm in Gżira United aus Malta unter Vertrag. Beim 4:1-Sieg über den Floriana FC debütierte er in der maltesischen Liga. Beim 2:1-Sieg über den Mosta FC schoss er sein erstes Tor für Gzira.

## Erfolge
Celtic Glasgow
- Schottischer Meister: 2012/13
- Schottischer Pokalsieger: 2012/13

Seinäjoen JK
- Finnischer Meister: 2015

Žalgiris Vilnius
- Litauischer Supercup-Sieger: 2016, 2017
- Litauischer Meister: 2016
- Litauischer Pokalsieger: 2016